# وینسنت ابوبکر
وینسنت ابوبکر (انگلیسی: Vincent Aboubakar؛ زاده ۲۲ ژانویهٔ ۱۹۹۲) بازیکن فوتبال اهل کامرون است که برای تیم ملی فوتبال کامرون در پست مهاجم بازی می‌کند.او یکی از مهاجمین برجسته در تاریخ کامرون به شمار می رود.